# Edward Charles Pickering
Edward Charles Pickering (Boston, Massachusetts, 19 de julio de 1846-Cambridge, Massachusetts, 3 de febrero de 1919) fue un astrónomo estadounidense, cuarto director del Observatorio de Harvard (Harvard College Observatory). Era hermano del también astrónomo William Henry Pickering (1858-1935).

## Semblanza
Estudió durante  varios años en la "Boston Latin School" hasta graduarse en el año 1865 en la Universidad de Harvard. Fue profesor de física en el Instituto Tecnológico de Massachusetts (1867).
Nombrado director del Observatorio de Harvard, se dedicó a la fotografía y más especialmente, al estudio de los espectros estelares. Gracias a la inmensa colección de espectros que había dejado Henry Draper pudo iniciar, ampliar y completar una colección de espectrogramas que más adelante darían origen a la clasificación espectral gracias a la ayuda económica de la fundación "Henry Draper Memorial". Con este dinero pudo financiar su ambicioso proyecto, para el cual contrató a buen número de mujeres especializadas en el tema: Williamina Fleming, Antonia Maury, Annie Jump Cannon o Henrietta Swan Leavitt entre otras, grupo femenino que fue conocido (en broma) por la comunidad científica como el Harén de Pickering o de manera más respetuosa como las Computadoras de Harvard. Prácticamente todas ellas hicieron grandes descubrimientos y aportaciones astronómicas.
Como resultado del trabajo de las mujeres "computadoras", Pickering publicó en 1890 el primer catálogo Henry Draper, un catálogo con más de 10 000 estrellas clasificadas según su espectro y mejorado en 1897, que constituye la base del sistema utilizado en la actualidad.
Sin embargo a pesar de sus contribuciones científicas, los salarios de estas mujeres eran similares a los de los trabajadores no calificados. Generalmente ganaban entre 25 y 50 centavos la hora.

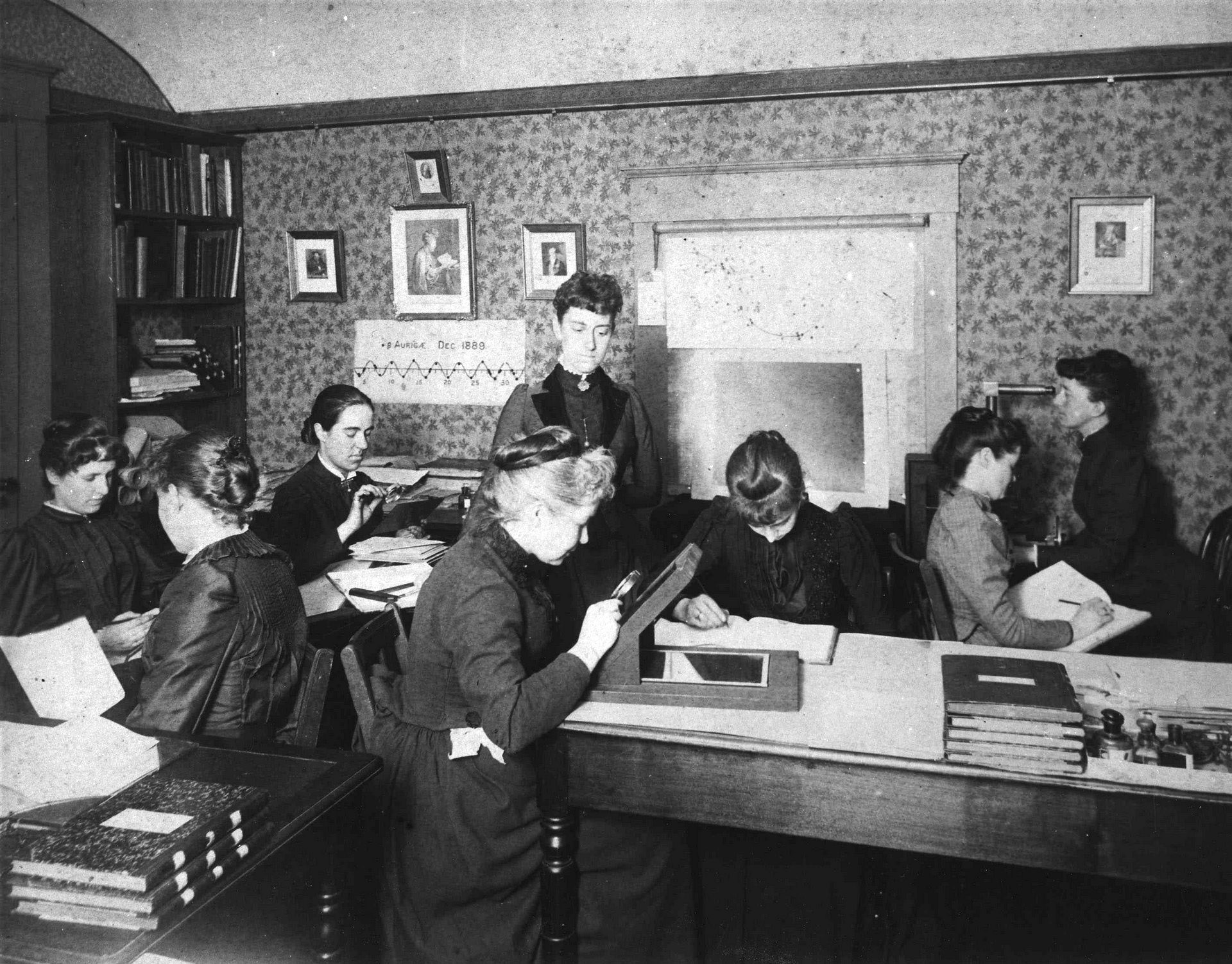
Las mujeres computadora de Harvard fotografiadas en 1890; en el centro de pie, Williamina Fleming

Hermann Carl Vogel y él, conjuntamente, descubrieron las primeras estrellas binarias espectroscópicas en 1889; en colaboración con Olcott fundó (1911) la Asociación Estadounidense de Observadores de Estrellas Variables (AAVSO), entidad que todavía continúa en activo. Entre 1879 y 1881 realizó estudios para determinar la magnitud de los astros, especialmente los satélites planetarios y los asteroides más brillantes.
Su hermano menor William Henry Pickering también fue un destacado astrónomo gracias a su apoyo y ayuda.
Por su trabajo y dilatada carrera como investigador se le concedió la Medalla dorada de la "Real Sociedad Astronómica" en 1886 y 1901, la "Medalla Henry Draper" (1888) y la preciada "Medalla Bruce" en 1908.

## Artículos
- Obs. of the corona during the eclipse. Aug. 7, 1869, (1869).
- A nebula photometer, (1876).
- Stellar magnitudes, (1879), Astronomische Nachrichten, volume 95, p. 29.
- New planetary nebulae, (1881), The Observatory, Vol. 4, p. 81-83.
- Photometric magnitude of Jupiter's satellite III, (1881), The Observatory, Vol. 4, p. 113-114.
- Observations of the transit of Venus, December 5 and 6, 1882, made at the Harvard college observatory (1883).
- Photometric observations of Ceres, Pallas, and Vesta, at the Harvard College Observatory, (1885), The Observatory, Vol. 8, p. 238-239.

## Eponimia
- El cráter lunar Pickering lleva este nombre en su memoria.[1]
- El cráter marciano Pickering igualmente conmemora su nombre.[2]
- El asteroide (784) Pickeringia también fue nombrado así en su memoria.[3]

En los tres casos, el honor es compartido con su hermano, el también astrónomo William Henry Pickering (1858-1935).